# Mertapada Wetan
Mertapada Wetan is een bestuurslaag in het regentschap Cirebon van de provincie West-Java, Indonesië. Mertapada Wetan telt 8643 inwoners (volkstelling 2010).